# كيو آر بيديا
كيو آر بيديا هي نظام من أنظمة ويب المحمول تستعمل فيه رموز الرد السريع (كيو آر) لإيصال مقالات ويكيبيديا إلى المستخدمين بمختلف اللغات.

## وصلات خارجية
- كيوآربيديا (QRpedia) تنشئ رموزا سريعة الاستجابة متعددة اللغات لمقالات ويكيبيديا - تقنية.كوم